# Vitrail de saint Thomas Becket (Chartres)
Pour les articles homonymes, voir Vitrail de saint Thomas Becket.
Pour un article plus général, voir Vitraux de Chartres.
Le vitrail de Saint Thomas Becket est un vitrail gothique de la cathédrale Notre-Dame de Chartres, situé dans la partie sud du déambulatoire, dans la chapelle des confesseurs.
La verrière a été offerte par la corporation des tanneurs.
Peu visible dans sa chapelle, elle est de plus rongée par l'oxydation des verres, qui la rend particulièrement peu lisible sur sa partie gauche.

## Description d'ensemble

### Composition du vitrail

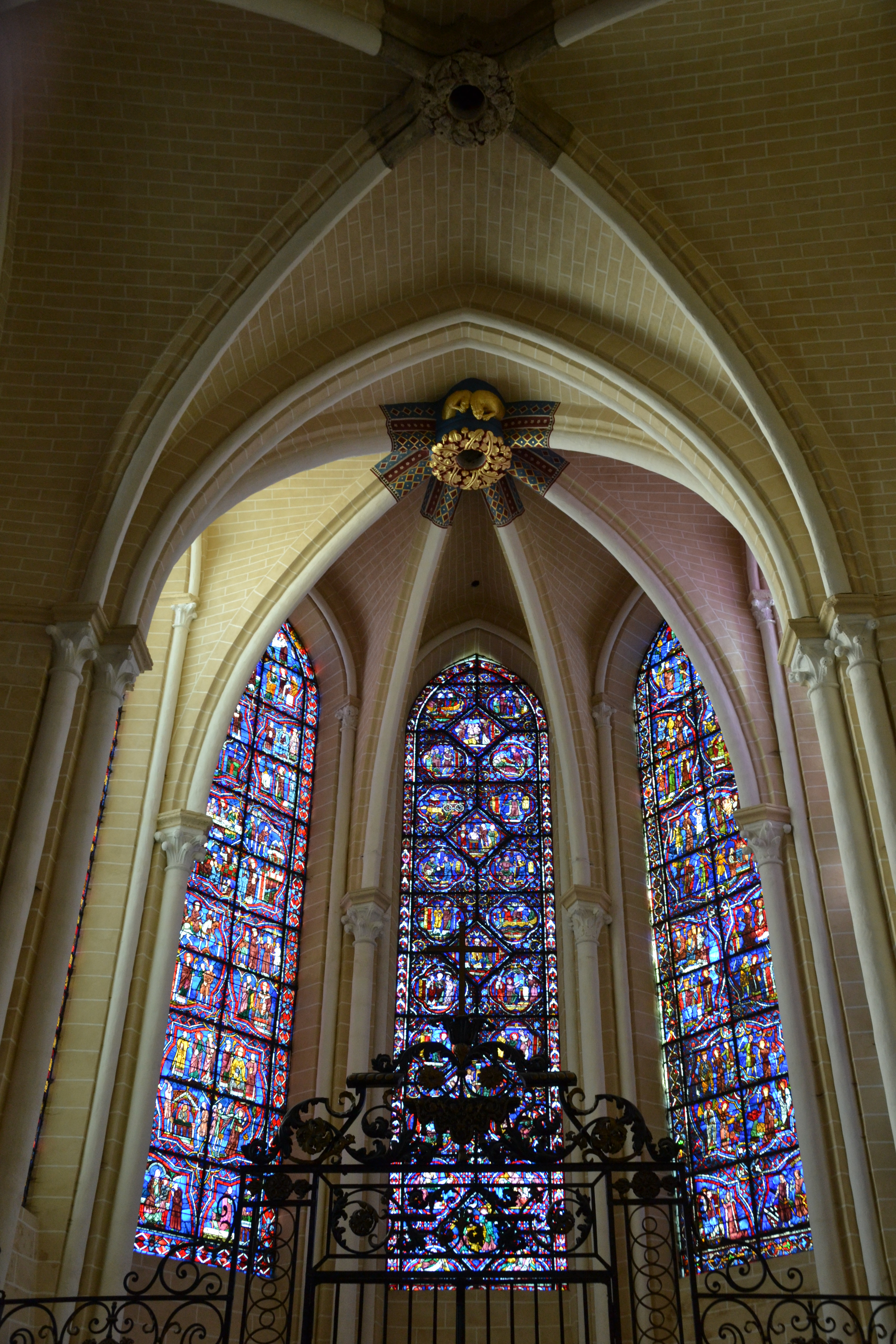
Chapelle des confesseurs à Chartres. Le vitrail de Thomas Becket est caché derrière le pilier droit.

Le vitrail de 8,90 × 2,18 m est situé derrière une grille dans la petite « Chapelle des confesseurs », la deuxième rencontrée dans le déambulatoire sud de la cathédrale Notre-Dame de Chartres; dans laquelle il occupe la position la plus à droite. Il est numéroté 018 dans le Corpus vitrearum. Il partage cette chapelle avec quatre autres lancettes : Saintes Marguerite et Catherine (droite), Saint Nicolas (centre), Saint Rémi, (gauche) et une grisaille (extrême gauche). Sa position très latérale dans la chapelle que ferme une grille le rend difficile à observer.
La verrière a été exécutée entre 1215 et 1225, elle est contemporaine de la cathédrale actuelle reconstruite après l'incendie de 1194. Elle a été classée aux monuments historiques dans le premier inventaire de 1840. La verrière a été restaurée par Gaudin en 1921, et par l'atelier Lorin en 1996.
Le vitrail s'inscrit dans une lancette en arc brisé, de style gothique primitif.
La ferronnerie comporte dix barlotières horizontales qui définissent onze registres de hauteurs sensiblement égales. Le rythme des ferronneries verticales est plus irrégulier.

### Motifs des vitraux

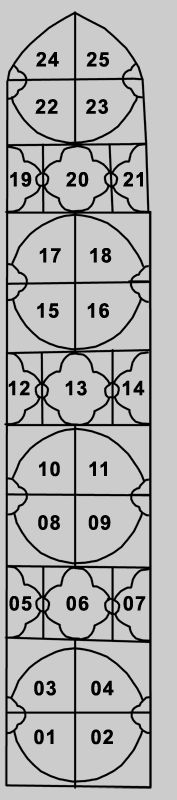
Structure d'ensemble

Les motifs des vitraux dessinent quatre grands cercles s'étendant chacun sur deux registres ; ces registres comportent deux panneaux carrés historiés et deux panneaux de bordure. Entre chaque grand cercle, un registre intermédiaire  porte au centre un quadrilobe historié inscrit dans un panneau carré, encadré de part et d'autre par deux panneaux rectangulaires portant le prolongement de la bordure et un demi-quadrilobe également historié.
Les grands cercles de fond bleu sont bordés d'un orle rouge, puis d'un orle bleu semé de fleurs quadrilobées jaunes, et d'une fine lisière de perles blanches.
Ils sont chargés au centre du cercle, à l'intersection des barlotières, d'un quadrilobe sur fond rouge, orné de motifs floraux bleus boutonnés de jaune, entourant un centre formé d'un losange bleu bordé de blanc. Le quadrilobe est lui-même bordé de deux filets vert et jaune.
Aux points de contact des grands cercles avec la bordure, ils sont chargés de deux demi-quadrilobes sur fond rouge, ornés de motifs floraux verts fleuris de jaune, issus d'un losange central bleu. Les demi-quadrilobes sont bordés de deux filets, bleu et blanc.
Les quadrilobes historiés intercalés aux grands cercles sont également sur fond bleu, bordés de deux bandes  rouge et bleue et d'un filet blanc. En regard, les deux demi-quadrilobes sont également sur fond bleu, mais ne sont bordés que d'une bande rouge et d'un filet blanc. Le point de jonction des quadrilibes et des demi-quadrilobes est chargé d'un disque rouge portant une perle blanche, et bordé de deux bandes bleue et jaune.
Entre les zones historiées, les fonds sont à motif de résille droite et de cercles en réseau carré. Le fonds est posé sur une base bleue, sur laquelle est dessiné un réseau de cercles rouges centrés sur les points d'intersection d'une résille carrée, rouge également. Les points d'intersection de la résille sont chargés d'une perle blanche, et les écoinçons entre les cercles sont chargés d'une perle jaune. Les fonds bleus sont ornés de motifs floraux en grisaille.
La bordure sur fond rouge est ornée d'un motif répétitif alternant cercles et losanges à fond bleu bordés de blanc. Les cercles sont chargés d'un arbre jaune, tandis que les losanges sont chargés d'un gland vert sortant de sa cupule marron. Ces deux motifs sont reliés par une bande blanche, et à la naissance de chaque bande figurent deux feuilles bleues symétriques. La bordure est elle-même bordée, côté intérieur, par une bande bleue et un filet blanc ; et côté extérieur, par deux bandes bleu et rouge et une large bande blanche.

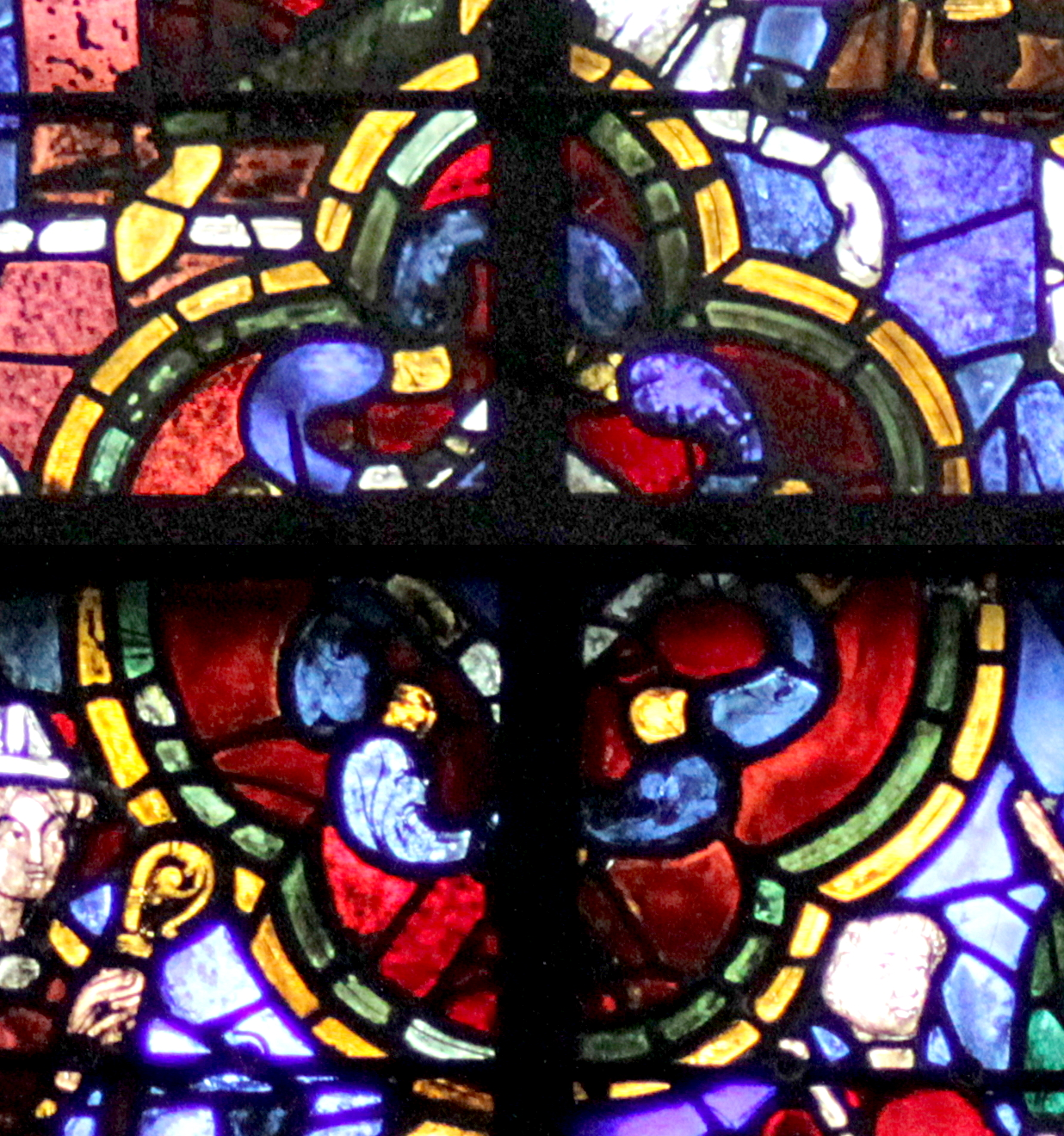
Quadrilobe central des grands cercles.
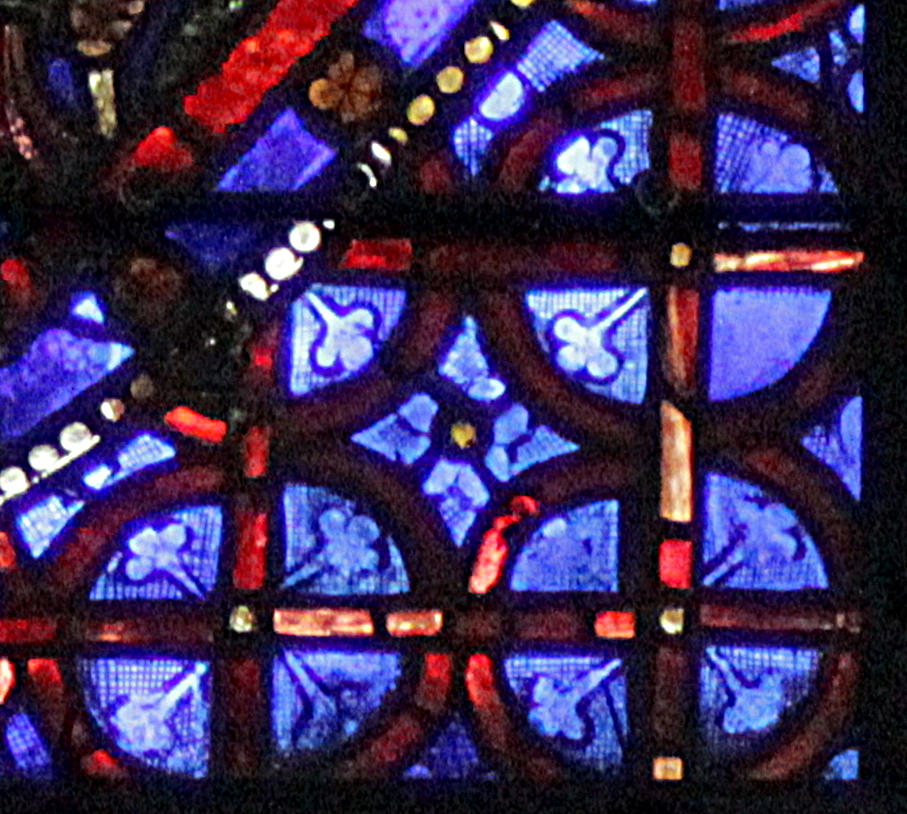
Motif de fond : résille droite et cercles.
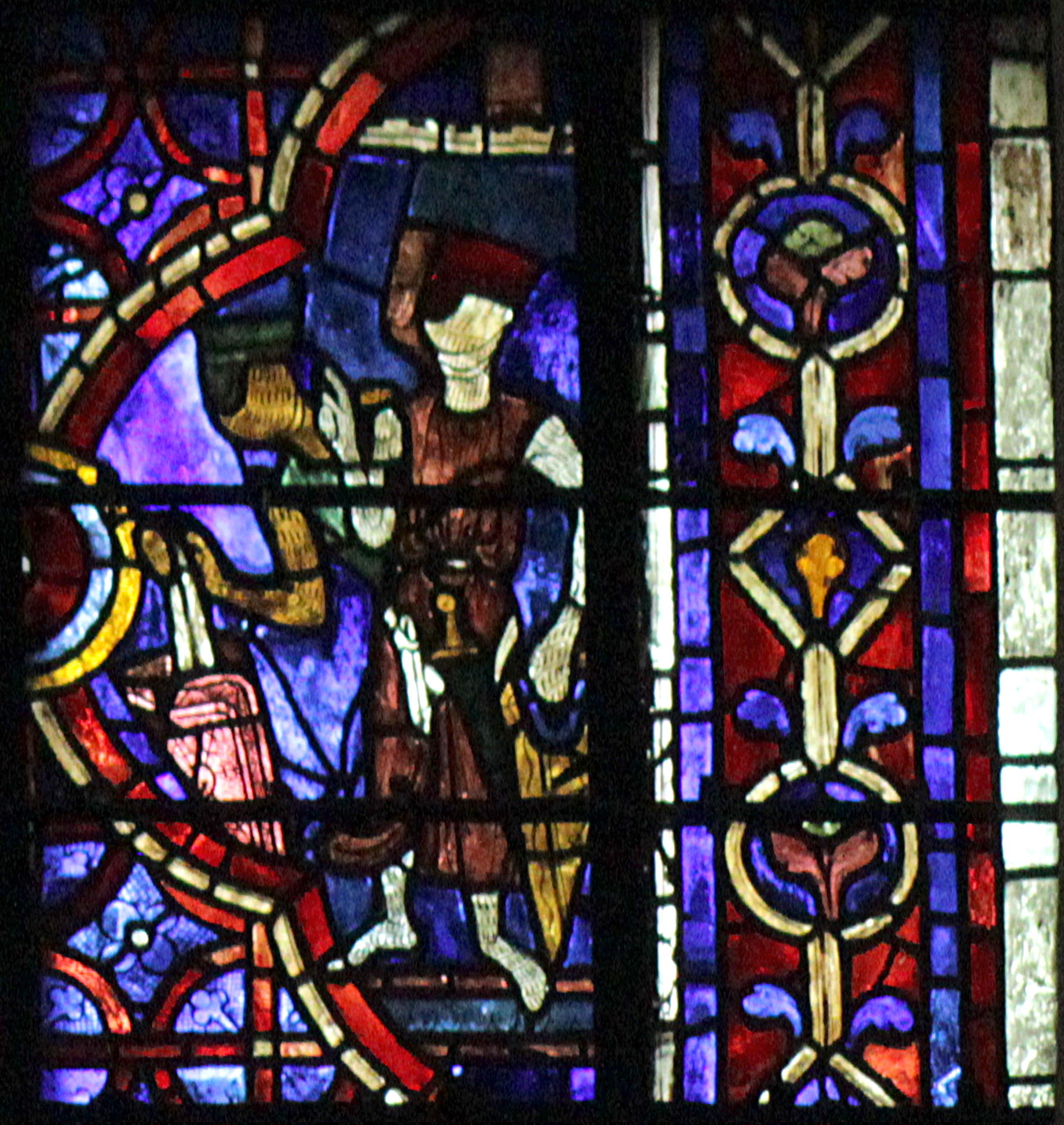
Motif de la bordure.

### Thématique: Thomas Becket
Le roi Henri II d'Angleterre nomma Thomas Becket au poste de chancelier du royaume en 1155, où il mène la vie d'un grand seigneur, puis le fit nommer archevêque de Cantorbéry en 1162. Ordonné à ce poste, il entra en conflit avec le roi sur les droits et privilèges de l'Église, et sera finalement assassiné par des partisans du roi en 1170. Il fut canonisé en 1173 dans la cathédrale de Cantorbéry, devenue lieu de pèlerinage.
Thomas Becket était connu à Chartres, où il avait fait plusieurs séjours lors de son exil en France, accompagné de son secrétaire et ami Jean de Salisbury (qui devint lui-même plus tard évêque de Chartres de 1176 à 1180). 
Daté entre 1215 et 1225, le vitrail fut donc réalisé une cinquantaine d'années après les événements, et dans les dernières années du règne de Philippe Auguste, mort en 1223, dont la lutte contre les pouvoirs locaux a été à l'origine de l'émergence de l'État français. Le thème est celui d'une actualité et d'un avertissement : Thomas Becket est ici le symbole de l'évêque qui résiste aux ingérences du pouvoir politique menées par le « mauvais roi » ; et le rôle du « bon roi » est de protéger l’Église. On peut se rappeler que Philippe Auguste fit chasser de son siège l'archevêque de Paris Odon de Sully (qui en retour jeta l'interdit sur le royaume) parce que celui-ci s'élevait contre son divorce.

### Une composition atypique
La composition de la verrière est très inhabituelle. Classiquement, les donateurs sont représentés discrètement dans le bas et les côtés du premier registre, et l'histoire du titulaire se déroule sur l'ensemble du vitrail, de bas en haut. Ici le premier grand cercle, sur les deux premiers registres, décrit de manière indépendante l'exil de Thomas en France. Le troisième registre décrit les donateurs, dans une position inhabituellement haute. Ce n'est qu'au quatrième registre que commence l'hagiographie de Thomas. Par ailleurs, dans le premier grand cercle, Thomas en exil est nimbé, ce qui le désigne comme un saint, tandis que dans l'hagiographie supérieure, il n'est nimbé que sur son lit de mort, après son martyre.
Ces anomalies suggèrent que le premier grand cercle doit être lu comme une histoire indépendante, celle de l'exil de Thomas en France. C'est en effet à cette occasion qu'il a visité Chartres, et a pu se faire remarquer par sa sainteté. Le grand cercle du bas serait alors un mémorial spécifique de cette visite, reflet de la mémoire des témoins qui ont pu rencontrer Thomas à cette occasion.
Le troisième registre décrivant les donateurs isole alors ce premier cercle servant de in memoriam du reste de ce qui relève à présent de la légende dorée.

## Description des panneaux
Le vitrail se lit classiquement de bas en haut et de gauche à droite.

### Passage de Thomas en France
| 1a : Thomas Becket est exilé : Un homme tenant un gourdin pousse Thomas hors de la ville, dont on voit les créneaux et la porte ouverte (ouverture conventionnellement figurée en rouge). Thomas est figuré en habits épiscopaux, avec sa crosse épiscopale et sa mitre. Il est représenté nimbé, signe de sainteté. Il est poussé à l'extérieur, ce que marque l'espèce d'arbre vers lequel il se dirige. L'exil de Thomas est consécutif à la promulgation par Henri II des Constitutions de Clarendon. Les Constitutions de Clarendon sont un ensemble de procédures juridiques promulguées par le roi Henri II d'Angleterre le 30 janvier 1164, qui contrôle l’élection de nouveaux prélats, et se donne le droit de traduire des clercs devant ses tribunaux royaux. L'archevêque est le seul qui refuse de les signer, il est de ce fait accusé de contester l'autorité royale, et décide de s'exiler. |
| 1b : Exil de la famille et des amis de Thomas Becket : Ce panneau peut être vu comme formant une scène unique avec le précédent. Deux hommes armés de gourdins chassent devant eux une foule, représentée par trois hommes, une femme, et deux enfants. Le premier homme au centre porte une charge rectangulaire, qui peut être un livre ou peut-être un coffre à bijoux. Au centre du groupe exilé, la femme est coiffée d'un touret à mentonnière. Le traitement de la tête des deux enfants à droite est peu clair, un enfant peut reposer sa tête sur l'épaule de l'autre personnage, ou la pièce de vitrail a peut-être été assemblée de travers. « tous les amis et familiers du saint, sans distinction de condition ou de fortune, de dignité ou d'ordre, d'âge ou de sexe, furent exilés comme lui » (d'après le recueil liturgique chartrain — actus ergo in exilium). La représentation suggère une expulsion par la force, ce qui noircit la position du roi Henri II. En réalité, Thomas est parti en exil de son plain gré. |
| 2a : Thomas Becket rencontre Louis VII : Le recueil liturgique de Chartres précise que Thomas débarqua en France à Wissant, bourgade situé sur la Côte d'Opale, au sud-ouest de Calais ; et qu'au cours de son voyage vers Sens, Thomas rencontre Louis VII à Soissons. Le panneau représente Thomas au centre, identifiable en tant qu'évêque par sa crosse épiscopale, sa mitre, et ses vêtements sacerdotaux dont notamment sa chasuble et son étole. Le roi (de France) est identifiable par sa couronne royale et son sceptre ; il est assis sur un trône qui semble fait de maçonnerie, ce qui représente peut-être la ville de Soissons. Derrière Thomas, à gauche, un clerc identifiable à sa tonsure tient dans sa main droite ce qui doit être un évangile (attribut de l'évêque, dont la mission première est d'évangéliser), et fait de la main gauche ce qui semble être un signe de paix : l'entrevue avec le roi est une entrevue pacifique. Derrière les deux ecclésiastiques, un arbre stylisé montre qu'ils sont tous les deux « hors les murs », donc en errance, contrairement au roi qui siège sur une ville maçonnée. Le panneau montre que l'accueil du prélat en France est l'attitude du « bon roi », par opposition à celle de Henri II, « mauvais roi » qui cherche à imposer sa loi à l’Église. |
| 2b : Thomas Becket rentre en ville : Thomas, reconnaissable à sa mitre, est à cheval. Derrière lui, un accompagnateur avec lequel il semble discuter est probablement également à cheval. Les deux cavaliers s’apprêtent à rentrer dans une ville, figurée par une porte jaune ouverte sur un intérieur (classiquement) rouge, et un toit crénelé. La signification de la scène n'est pas très claire. Il peut s'agir de l'arrivée de Thomas à Sens, sa villégiature d'exil où il va se mettre sous la protection du pape ; ou plus probablement son retour d'exil et sa rentrée à Cantorbury, scène qui répond alors au premier panneau de l'exil. |

### Donateurs
Le vitrail a été financé par la corporation des tanneurs. Les donateurs sont représentés au troisième registre, ce qui est totalement atypique.
|  |  |  |

À gauche, un « trempeur » plonge la peau dans une cuve, avec une perche pour ne pas être brûlé par les liquides corrosifs utilisés. Il peut s'agir de tanin (qui rend la peu imputrescible) ou de chaux. Derrière lui, une peau est en train de sécher sur une poutre.
Au centre, le tanneur et un jeune apprenti (à gauche) présentent une peau à un client potentiel. La scène est partagée en deux par le pilier central, qui marque la séparation entre l'intérieur de la boutique (à gauche) et l'espace public (à droite).
À droite, le tanneur est penché sur une peau qu'il racle avec un grattoir sur un chevalet. Ce peut être pour la débarrasser des poils restants (le débourrage) ou des chairs restant attachées (l'écharnage).

### Vie de Thomas Becket
Les illustrations suivent assez fidèlement le texte de l'office des matines pour la fête de Saint Thomas Becket, le 29 décembre.

#### (i) Thomas défenseur de l’Église
| 4a : Thomas Becket est sacré archevêque : « Thomas, né à Londres, en Angleterre, succéda à Théobald, Évêque de Cantorbéry. Il avait exercé auparavant, et avec honneur, la charge de chancelier et il se montra fort et invincible dans les devoirs de l’épiscopat. » Les deux évêques portent leurs attributs, la mitre et leur crosse épiscopale. À droite, l'évêque consécrateur est Henri de Blois, évêque de Winchester. Au centre, Thomas s'incline pour recevoir sa bénédiction. Thomas est représenté portant le pallium, cette pièce de tissu pendant de son bras, signe de son rang d'archevêque et de primat d'Angleterre. Derrière lui, deux clercs assistent l'ordination. Celui de gauche tient un évangéliaire, signe de la mission centrale de l'évêque qui est d'annoncer l'évangile. L'autre tient un coffre contenant trois flacons de saint chrême, dont Thomas va être oint. L'intérieur de la cathédrale est figuré par des colonnes et des arcades. Quand il était chancelier d'Angleterre, Thomas n'était pas prêtre mais archidiacre. Il fut consacré prêtre la veille de son ordination d'évêque. En réalité le pallium ne lui fut envoyé par le pape qu'après sa consécration. |
| 4b : Opposition entre Thomas et Henri II : « Henri II, roi d’Angleterre, ayant voulu, dans une assemblée des prélats et des grands de son royaume, porter des lois contraires à l’intérêt et à la dignité de l’Église, Thomas s’opposa à la cupidité du roi » Thomas, coiffé de sa mitre, est accompagné d'un clerc en aube qui porte son évangéliaire. À droite, Henri II d'Angleterre est représenté en position supérieure, sur son trône. Il porte une couronne royale, et ses pieds reposent sur un tabouret. Derrière lui, un diable jaune lui glisse à l'oreille ses mauvais conseils, iconographie conventionnelle pour affirmer que les mauvaises actions des hommes sont guidées par l'inspiration du démon. Le décor d'intérieur est figuré par une colonne et deux arcades, supportant un mur crénelé ; derrière le roi une fenêtre (dont l'ouverture est conventionnellement représentée en rouge) laisse apercevoir une tour couverte. Le désaccord entre les deux hommes porte sur les Constitutions de Clarendon, par lesquelles Henri II voulait imposer son autorité à l'église d'Angleterre. |
| 5a : Thomas Becket part en exil : « Thomas s’opposa à.la cupidité du roi avec tant de constance, que, n’ayant voulu fléchir, ni devant les promesses ni devant les menaces, il se vit obligé de se retirer secrètement, parce qu’il allait être emprisonné. Bientôt tous ses parents, ses amis et ses partisans furent chassés du royaume, après qu’on eut fait jurer à tous ceux dont l’âge le permettait, d’aller trouver Thomas, afin d’ébranler, par la vue de l’état pitoyable des siens, cette sainte résolution, dont ne l’avaient nullement détourné ses propres souffrances. Il n’eut égard ni à la chair ni au sang, et aucun sentiment trop humain n’ébranla sa constance pastorale. » L'archevêque est debout sur un bateau, et tend la main vers la foule, à gauche, qui est venu lui dire adieu. Devant lui, le pilote tient la rame qui lui sert de gouvernail. La campagne est représentée à l'extrême gauche par un arbre très stylisé, tandis que la mer est figurée par des rubans ondoyants. Conformément à la convention iconographique de l'époque, l'eau n'est pas horizontale, mais s'élève comme un monticule au droit du personnage dont elle sert de décor. Le sommet du mât porte une croix, et la voile encore ferlée sur sa vergue semble faire un dais protecteur au-dessus de Thomas. La poupe du bateau est décorée d'une figure verte monstrueuse, qui paraît comme étranglé par le pataras et tenu en laisse par la croix. |

#### (ii) Thomas en exil en France
| 5b : Rencontre entre Thomas et le pape : « Il se rendit auprès du Pape Alexandre III, qui le reçut avec bonté et le recommanda aux moines du monastère de Pontigny, de l’Ordre de Cîteaux, vers lequel il se dirigea. » Le pape Alexandre III est reconnaissable à sa tiare en forme de cône ; Thomas est coiffé de sa mitre épiscopale, le dos à une porte (figurée en rouge). Ils sont tous les deux assis, le siège du pape étant légèrement plus élevé que celui de l'archevêque. La colonne et les arcades suggèrent une scène d'intérieur. Une discussion est en cours, comme le montre le jeu des mains : le pape désigne Thomas d'un doigt accusateur, la main gauche en signe d'autorité tenant la parole ; Thomas a un geste de protestation de sa main droite. Le pape Alexandre III était alors à Sens, en conflit avec Frédéric Barberousse qui l'avait chassé de Rome. Thomas lui demande l'excommunication de Henri II et l'interdit de son royaume. Mais le pape préféra temporiser, car son propre conflit requérait au moins la neutralité du roi d'Angleterre. |

|  |  | 6a&b : Thomas Becket quitte Pontigny : « Dès qu’Henri l’eut appris, il envoya des lettres menaçantes au Chapitre de Cîteaux, dans le but de faire chasser Thomas du monastère de Pontigny. Le saint homme, craignant que cet Ordre ne souffrît quelque persécution à cause de lui, se retira spontanément » |

Sur le panneau de gauche, un groupe  de moines très peu lisible assiste au départ de Thomas (reconnaissable à sa mitre). Celui-ci apparaît à cheval sur le panneau central, entouré de deux moines cavaliers. Il se retourne vers le groupe de gauche pour jeter un dernier regard sur ceux qu'il quitte. De part et d'autre, deux arbres stylisés figurent une forêt.
Thomas avait passé deux années dans l'abbaye de Pontigny (fin 1164-1166), avant de retourner à Sens, où il pouvait jouir d'une retraite plus sûre.
| 6c : Thomas rencontre Louis VII : « et sur l’invitation de Louis, roi de France, il alla demeurer auprès de lui. » L'évêque portant sa mitre et le roi portant sa couronne sont en discussion. La visite n'est pas protocolaire, Louis VII le Jeune ne tient pas de sceptre, et les deux personnages sont assis à la même hauteur. |
| 7a : Accord avec le roi de France et le Pape : « Il y resta jusqu’à ce que, par l’intervention du Souverain Pontife et du roi, il fut rappelé de l’exil » Le panneau montre trois têtes couronnées : le pape à gauche, coiffé d'une tiare, au milieu le roi ceint d'une couronne, à droite l'évêque avec sa mitre. Ils sont disposés suivant l'ordre protocolaire, le pape siégeant plus haut que le roi, mais l'évêque en position inférieure. Le décor évoqué est celui de l'intérieur d'un palais, dont on voit un mur crénelé au-dessus du roi. Ici le panneau rouge n'est pas une ouverture, mais représente le rôle du roi par rapport aux ecclésiastiques : par rapport à l'organisation de la société médiévale en trois ordres, hérités des fonctions tripartites indo-européennes, les deux ecclésiastiques représentent ceux qui prient et sont figurés sur un fond bleu ciel, tandis que le roi représente l'ordre guerrier et est figuré sur un fond rouge sang. Ici, le sceptre du roi est démesuré, et ressemble plus à la masse d'armes d'un héraut, soulignant son rôle de porteur de messages diplomatiques. Finalement, le 22 juillet 1170, la « paix » qui fut conclue à Fréteval entre Henri et Thomas permit à l'archevêque anglais de rentrer en Angleterre. Paix très artificielle, car Henri II a fait célébrer pour messe de réconciliation une messe de requiem, et a refusé de lui donner le baiser de paix symbolique. |

#### (iii) Le conflit s'envenime
| 7b : Retour en Angleterre : « et il rentra en Angleterre à la grande satisfaction du royaume entier. » L'évêque, debout sur un bateau, est reconnaissable à sa mitre et à l'évangile qu'il porte. Il est assisté derrière lui par un clerc. À gauche, une foule est venue l'accueillir et lui présente une grande croix de procession que l'on retrouvera au moment de son assassinat dans la cathédrale. Le bateau représenté est le même que celui du cinquième registre, avec son mât porteur d'une croix, son barreur et son dragon étranglé par un étai. Mais le panneau est d'une lecture ambigüe : la logique narrative veut ici une représentation du retour en Angleterre, et la voile gonflée semble bien pousser le bateau vers la gauche, mais le barreur serait alors à l'avant du bateau, ce qui n'est pas cohérent. Il est possible que cette composition soit destinée à accentuer la symétrie avec l'image du cinquième registre, pour signifier un retour en arrière. Thomas débarqua à Sandwich le 3 décembre 1170 et deux jours plus tard il entrait à Cantorbéry. |
| 8a : Le roi Henri II et un évêque : « Comme il s’appliquait, sans rien craindre, à remplir les devoirs d’un bon pasteur, des calomniateurs vinrent rapporter au roi qu’il entreprenait beaucoup de choses contre le royaume et la tranquillité publique : en sorte que ce prince se plaignait souvent de ce que, dans son royaume, il y avait un Évêque avec lequel il ne pouvait avoir la paix. » Le panneau représente à gauche le roi assis sur son trône, tête couronnée, en discussion avec un évêque porteur d'une mitre et de son évangile ; derrière l'évêque un clerc tonsuré porte la crosse épiscopale. On reconnaît dans le décor deux colonnes supportant deux arches, une toiture crénelée, et à gauche une tour crénelée et coiffée d'un toit. La lecture de ce panneau est incertaine. - Il s'agit peut-être d'une discussion entre Henri et l'archevêque d'York, où il lui demande de couronner son fils : c'est une provocation et une brimade vis-à-vis de Thomas, le couronnement du roi étant normalement son privilège en tant qu'archevêque de Canterbury. Mais Henri III fut couronné le 14 juin 1170 par l'archevêque d'York, donc avant le retour de Thomas en Angleterre. De ce fait, Thomas avec l'accord du pape excommunia les évêques qui avaient participé au sacre (les archevêques de Londres, Salisbury et York). - Il s'agit plus probablement d'un des évêques que Thomas avait excommuniés. Ces évêques étaient venus se plaindre de Thomas Becket au roi Henri II, ce qui est peut-être l'objet de cette scène. |
| 8b : Henri se montre contrarié : Le panneau représente l'évêque coiffé de sa mitre, la main gauche ouverte et l'index droit dressé en signe de demande. À droite, le roi représenté avec sceptre et couronne, détourne la tête d'un air très contrarié. Deux personnages les séparent, le personnage au premier plan montrant le roi à l'évêque, peut-être pour l'introduire, peut-être pour lui signifier le refus du roi d'avoir une entrevue. Comme pour le précédent panneau, la lecture de ce panneau est incertaine : - Il peut s'agir du roi Henri II, ou peut-être de son fils Henri III dont Thomas avait été le précepteur, et qui lui refusa effectivement une audience. - Plus probablement, le panneau peut être compris comme la suite du précédent, l'illustration de la scène où Henri II, furieux de l'excommunication prononcée par Thomas Becket, se serait écrié « N'y aura-t-il personne pour me débarrasser de ce prêtre turbulent ? » Les personnages centraux montreraient alors les chevaliers responsables de l'exécution. En tout état de cause, ces deux panneaux montrent la position du haut clergé d'Angleterre par rapport au litige entre Henri II et Thomas Becket, le roi se montrant accueillant aux uns et refusant de voir le futur martyre. |
| 9a : Quatre chevalier menacent Thomas : « Ces paroles du roi ayant fait croire à quelques détestables satellites qu’ils lui causeraient un grand plaisir s’ils faisaient mourir Thomas, ils se rendirent secrètement à Cantorbéry » Le panneau représente l'évêque, simplement désigné par sa mitre mais représenté trônant, les pieds posés sur un tabouret. En face de lui, deux hommes l'interpellent, un doigt pointé vers l'évêque ; et on devine derrière eux un troisième personnage. La phrase du roi exaspéré fut interprétée comme ordre par quatre chevaliers anglo-normands : Reginald Fitzurse, Hugues de Morville, Guillaume de Tracy et Richard le Breton. Ces quatre chevaliers se rendirent à Cantorbéry, pour signifier à Thomas qu'il devait comparaître devant le roi pour répondre de ses actes. Mais Thomas refusa. |

#### (iv) Meurtre dans la cathédrale
| 9b&c : Les chevaliers en embuscade : « et ils allèrent attaquer l’Évêque, dans l’église même où il célébrait l’Office des Vêpres. Les clercs voulant leur fermer l’entrée du temple, Thomas accourut aussitôt, et ouvrit lui-même la porte, en disant aux siens : “L’église de Dieu ne doit pas être gardée comme un camp ; pour moi, je souffrirai volontiers la mort pour l’Église de Dieu”. » |

Dans le panneau central, l'évêque coiffé de sa mitre est représenté se rendant dans sa cathédrale, suivi par un clerc. L'entrée de la cathédrale est conventionnellement marquée de rouge ; dans le ciel un nuage jaune ondulant signale qu'il fait déjà nuit.
La cathédrale est représentée avec des doubles arcs-boutants, dans un pur style gothique qui est celui de Chartres, nouvellement construite à l'époque, alors que celle de Cantorbéry était alors de style roman. L'assassinat a eu lieu alors que Thomas Becket se rendait aux vêpres.
Le panneau de droite, probablement le mieux conservé de la série, montre trois chevaliers en embuscade, casqués et vêtus de cotte de mailles, et armés d'épées et de boucliers sans armoiries. Ils sont en embuscade à l'extérieur de la cathédrale, ce qui est marqué par le mur crénelé au sommet du panneau.
| 10: L'assassinat de Thomas : « Puis, s’adressant aux soldats : “De la part de Dieu, dit-il, je vous défends de toucher à aucun des miens.” Il se mit ensuite à genoux, et après avoir recommandé l’Église et son âme à Dieu, à la bienheureuse Marie, à saint Denys et aux autres patrons de sa cathédrale, il présenta sa tête au fer sacrilège, avec la même constance qu’il avait mise à résister aux lois très injustes du roi. » |

Ici encore les deux panneaux se lisent simultanément. À gauche, deux des conjurés, l'arme à la main, finissent d'entrer dans la cathédrale, dont la porte à l'extrême gauche est conventionnellement représentée en rouge. L'intérieur de la cathédrale est figuré par des arcs en plein cintre typiquement romans. Dans le panneau de droite, le premier des conjurés, Reginald Fitzurse, est en train de massacrer l'évêque, l'épée est représentée passant à travers la mitre. Au passage, « par ce même coup il blessa le bras de celui qui relate ces faits », l'épée a blessé le bras de l'acolyte Edward Grim, qui est représenté ici tenant la croix épiscopale.
Le meurtre de Thomas Becket est classiquement représenté par un coup d'épée à la tête, le dernier coup d'épée fit éclater le crâne de l'évêque, mêlant au sol sang et cervelle d'après les chroniques de l'époque. Il est représenté à genoux devant un autel, ce qui est un rappel symbolique du sacrifice du Christ que symbolise l'autel dans le christianisme ; en réalité le meurtre eut lieu dans le déambulatoire, à l'entrée de l'escalier menant au chœur.
| 11 : Tombeau de Thomas : « Ceci arriva le quatre des Calendes de janvier, l’an du Seigneur onze cent soixante et onze ; et la cervelle du Martyr jaillit sur le pavé du temple. Dieu l’ayant bientôt illustré par un grand nombre de miracles, le même Pape Alexandre l’inscrivit au nombre des Saints. » |

Le dernier registre n'est pas tant une représentation des funérailles de Thomas qu'un rappel des nombreux miracles survenus sur son tombeau.
Thomas est à présent représenté avec un nimbe, signe ici de son rayonnement spirituel (un nimbe signifiant le martyr aurait été rouge, dans les conventions de couleur liturgique). Un ange thuriféraire l'encense et lui apporte le panem angelorum, le pain des anges de la Vulgate, rappelant le verset : « il a fait pleuvoir sur eux de la manne comme nourriture, il leur a donné le pain du ciel », ce qui évoque les grâces que le Ciel répand sur l'intercession de l'évêque martyr. Le corps du défunt évêque est représenté allongé sur un tombeau supporté par des colonnes, ce qui permet aux pèlerins de passer dessous suivant la coutume de l'époque. De part et d'autre du tombeau, on voit des infirmes venus en pèlerinage. À gauche, un infirme s'appuie sur des tréteaux ; à droite un aveugle porte la main à ses yeux.